# Market Drayton
Market Drayton este un oraș în comitatul Shropshire, regiunea West Midlands, Anglia. Orașul se află în districtul North Shropshire.